# Aldo Ferrer
Aldo Ferrer (Buenos Aires, 15 de abril de 1927 - Buenos Aires, 8 de março de 2016) foi um político argentino.
Economista de carreira, com bacharelado e doutorado em Ciências Econômicas pela Universidade de Buenos Aires, exerceu vários cargos públicos, como ministro da economia e finanças da província de Buenos Aires (1958-1960), ministro da economia no governo do presidente Roberto Marcelo Levingston (1970-1971), presidente do banco estatal da província de Buenos Aires (1983-1987), entre outros cargos fundamentais na estrutura governamental do governo federal argentino. Entre 2011 e 2013, foi embaixador da Argentina na França.